# Општина Тушнад (Харгита)
Тушнад (рум. Tuşnad) општина је у Румунији у округу Харгита.
Oпштина се налази на надморској висини од 643 m.